# Apple A17 Pro
Apple A17 Pro (англ. A17 Pro chip) — система на кристалле от корпорации Apple из серии Apple Ax, модель осени 2023 года. В состав системы входит 64-битный 6-ядерный ARM-микропроцессор. Разработан Apple и производится контрактным производителем TSMC по усовершенствованному 3-нанометровому (N3B) техпроцессу.
Содержит 19 млрд транзисторов.

## Описание
Основные блоки A17 Pro — это вычислительные и графические ядра. Сам чип содержит:
- Два вычислительных ядра высокой производительности (для сложных вычислительных задач);
- Четыре вычислительных ядра повышенной энергоэффективности (для повседневных дел);
- Шесть графических ядер Apple GPU — новый графический процессор с шейдерной архитектурой.
- Новый 16‑ядерный нейропроцессор Neural Engine, способный выполнять до 35 триллионов операций в секунду[1].

A17 Pro — это улучшенный вариант чипа Apple A16 Bionic, и Apple заявляет, что в этом новом чипе применён самый быстрый мобильный центральный процессор, который на 10 % превосходит предшественника Apple A16 Bionic. Производительность центрального процессора повысилась незначительно, но при этом энергопотребление этого нового чипа снижено по сравнению с предшественником благодаря использованию нового трёхнанометрового техпроцесса.
Но самое главное, что этот чип получил обновлённый и значительно переработанный по сравнению с предшественником 6-ядерный графический ускоритель (GPU) с шейдерной архитектурой. Этот графический ускоритель получил поддержку трассировки лучей на аппаратном уровне и новые возможности шейдинга. Он стал на 20 % быстрее предшественника и в четыре раза быстрее в трассировке лучей, и ещё более энергоэффективным.
На презентации Apple показала эксклюзивные графические эффекты в компьютерных играх Genshin Impact, Honkai: Star Rail и ряде других популярных игр, а также анонсировала выход для iPhone 15 Pro и 15 Pro Max таких консольных игр, как: Resident Evil Village, Resident Evil 4 Remake, Death Stranding и Assassin’s Creed Mirage.

## Применение
Устройства, использующие Apple A17 Pro:
- iPhone 15 Pro и iPhone 15 Pro Max — с сентября 2023 года по сентябрь 2024 года[7].
- iPad mini (2024) — с октября 2024 года[8].